# 喜岡淳治
喜岡 淳治（きおか じゅんじ　1959年 - ）は、日本の教育学者（教師教育 国語科教育）。成蹊大学文学部教授・学長直属教職課程。

## 略　歴
1959年、大阪府に生まれる。奈良県私立東大寺学園高等学校を経て、1984年、東京大学教育学部学校教育学科卒業。1986年、東京大学大学院教育学研究科修士課程（学校教育学専攻）修了（教育学修士 東京大学）。東京都内の中学校教諭を２校経験後、1999年から成蹊大学文学部（教職課程）に勤務。

## 書籍等出版物
researchmapによる。
- 『学習者に寄り添う教育を目指す』成蹊大学文学部学会編 ; 岩田淳子, 小野尚美責任編集（成蹊大学人文叢書, 17）風間書房, 2020.3　ISBN 9784759923209
- 『音と映像 : 授業・学習・現代社会におけるテクノロジーの在り方とその役割』成蹊大学文学部学会編（成蹊大学人文叢書, 9）風間書房, 2012.3　ISBN 9784759919240
- 『レトリック連環』成蹊大学文学部学会編（成蹊大学人文叢書, 2）風間書房, 2004.3　ISBN 4759914269
- 『プレゼンテーションの授業技術』（21世紀型授業づくり, 60）明治図書出版, 2002.10　ISBN 4186288062
- 『道徳の指導』柴田義松編著, 学文社, 2002.4  ISBN 4762011274
- 『教育学を学ぶ』柴田義松編著, 学文社, 2000.3  ISBN 476200944X
- 『本格ディベートで国語科授業の活性化』明治図書出版（教室ディベートの新時代 6）、1995.6　ISBN 4186481024
- 『先生と子どもで創る文学する学級づくり』（ネットワーク双書）、学事出版, c1994.  ISBN 4761904208